# 熊津グループ
熊津グループ（ウンジングループ、英: Woongjin Group、朝: 웅진그룹）は、大韓民国の中堅企業グループである。熊津ホールディングスの傘下に出版社、食品会社、建設会社、化学メーカーなどを有する。1980年に創業した出版会社を起点に、一代で韓国32位の財閥に成長したが、2012年秋に経営破綻した。社名は創業者の出身地である忠清南道公州市の古名熊津から採られたが、本社はソウル特別市中区にある。

## 沿革
創業者の尹錫金は1945年に忠清南道公州市に生まれ、1971年に韓国ブリタニカに就職した。セールスマンとして手腕を発揮し、常務に登り詰めたのち1980年に独立し、英会話教材の販売を行う「図書出版ヘイムインターナショナル」（熊津出版に社名変更ののち、現在は熊津シンクビック）を設立した。1980年代後半には訪問販売の経験を活かした事業の多角化を進め、1987年に朝鮮人参の加工・販売を行う「ドンイル参業」（現・熊津食品）、1988年にサランス化粧品（1989年にコリアナ化粧品に改称ののち、1999年に売却）を設立した。1989年に設立した韓国コーウェイ株式会社（のちの熊津コーウェイ）は浄水器の製造・販売を行ったが、1990年に洛東江で発生したフェノールの流出・汚染事故が追い風となり、順調に業績を伸ばした。1997年のアジア通貨危機では、浄水器の販売に加えフィルタ交換や水質検査など付加サービスを充実させたリース制度を設け、収益を大きく伸ばした。グループ売上高は1990年の1481億ウォンから、一時期4兆7458億ウォンにまで成長した。
2006年にはアメリカのサンパワー (SunPower) と合弁で熊津エナジーを設立、太陽光発電設備の製造を開始。2008年には熊津ポリシリコンの設立と、化学メーカー「セハン」の買収（同年、熊津ケミカルに社名変更）を行い、太陽電池の原料となる多結晶シリコンの製造にも進出した。しかし大規模な設備投資とソーラーパネルの国際的な供給過剰により、太陽光発電設備事業はグループの足を引っ張る形となった。
2007年の世界同時不況、2008年から2009年にかけての韓国通貨危機の前後には多くの企業が経営再建のため身売りを図り、熊津グループは2007年に極東建設、2008年には前述のセハンなどを買収した。極東建設はプロジェクト・ファイナンスを活用しアパート開発を進めたが、2011年の不動産不況により極東建設と同社に債務保証を行っていた熊津ホールディングスは資金繰りが悪化。熊津コーウェイの売却により資金調達を図ったが不調に終わり、2012年9月26日にこの2社は民事再生手続きに入った。今後はグループ企業の売却が進められると見られている。
熊津ケミカルについては、東レの現地子会社である「東レ尖端素材株式会社」が株式の56.2%を取得する契約を締結し、2014年1月に子会社化する予定である。東レ尖端素材は1999年に東レと韓国セハン社の合弁により「東レセハン株式会社」として設立された。セハンは2008年に熊津グループに買収され、熊津ケミカルと社名を変更した。2010年に、東レは東レセハンの持ち分を全て取得し完全子会社化し、東レ尖端素材に社名変更した。

## 主なグループ企業
- 熊津ホールディングス - 持株会社。
- 熊津シンクビック - 出版事業を行う。設立時の名称は図書出版ヘイムインターナショナル。
- 熊津コーウェイ - 浄水器、温水式便座、空気清浄器など生活家電の販売・レンタルを行う[3]。
- 熊津食品 - 食料品の製造を行う。飲料分野ではロッテ、コカコーラ、ヘテ、東亜と並ぶ5大企業の一角を占める[5]。
- 熊津ケミカル - 1972年に第一毛織と三井・東レなど日本資本との合弁で第一合繊として設立。一時期はサムスングループの一員であったが、1997年にセハングループを形成。2000年にはワークアウト（財務構造改善作業）を実施しセハングループは解体された。2008年に熊津グループ入りしたが、同グループも破綻した事により売却され、2014年1月に東レ韓国法人の子会社となる予定である。
- 熊津エナジー - 2006年に米国サンパワー社との合弁で設立。太陽光発電設備の製造を行う。
- 熊津ポリシリコン
- 極東建設 - 1947年に大英建設として設立、1953年に極東建設に社名を変更した。2007年に熊津グループが買収し、スタークラスのブランドでマンション建設を行ったが2012年に経営破綻。現在は熊津グループから外れている。